# Département de Sarmiento (Santiago del Estero)
Pour les articles homonymes, voir Sarmiento.
Le département de Sarmiento est une des 27 subdivisions de la province de Santiago del Estero, en Argentine. Son chef-lieu est la ville de Garza.
Le département a une superficie de 1 549 km2. Sa population s'élevait à 4 669 habitants en 2001.

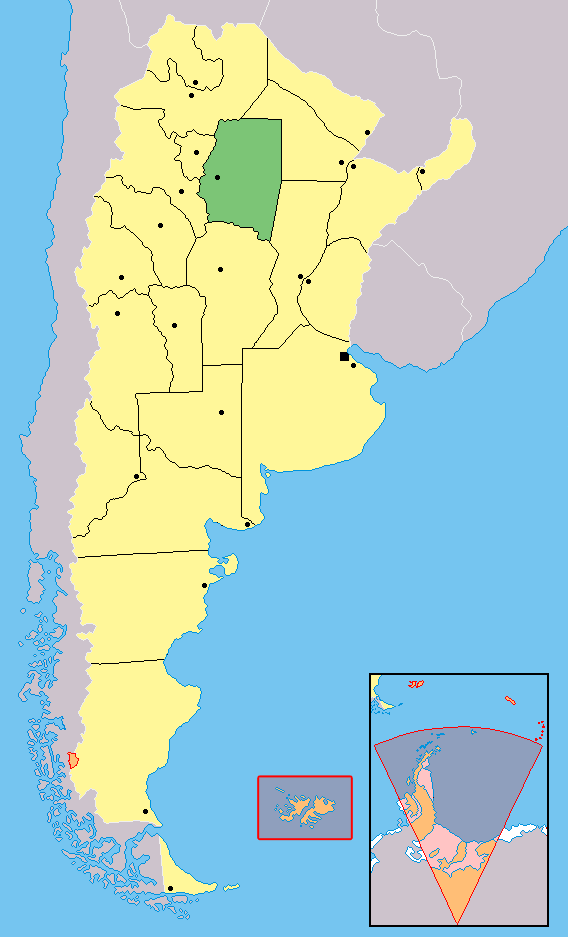
Localisation de la province de Santiago del Estero en Argentine